# Carria alishanensis
Carria alishanensis là một loài tò vò trong họ Ichneumonidae.